# کریم‌آباد (کارواندر)
کریم‌آباد روستایی در دهستان کارواندر بخش مرکزی شهرستان خاش استان سیستان و بلوچستان ایران است.

## جمعیت
بر پایه سرشماری عمومی نفوس و مسکن در سال ۱۳۹۵ جمعیت این روستا ۲۱ نفر (۷خانوار) بوده‌است.